# Боулдър Сити
Боулдър Сити (на английски: Boulder City) е град в окръг Кларк, щата Невада, САЩ. Боулдър Сити е с население от 16 840 жители (2008) и обща площ от 524,9 km². Намира се на 765 m надморска височина. ЗИП кодът му е 89005-89006, а телефонният му код е 702.